# Odmori se, zaslužio si
Odmori se, zaslužio si je hrvatska humoristična serija koja je s emitiranjem krenula 26. veljače 2006. godine. Gledanost serije dosezala je i dvadesetak posto, a bili su gledaniji i od središnjeg Dnevnika HTV-a. Snimljeno je ukupno 5 sezona serije, a dana 1. siječnja 2014. emitirana je posljednja epizoda.

## Povijest
Serija je nastala prema ideji Gorana Tribusona i Snježane Tribuson koji su odlučili koncept prvog zajedničkog projekta, nagrađivane nostalgične komedije Ne dao Bog većeg zla (Zlatne arene za najbolji scenarij, glavnu mušku ulogu i montažu), preslikati i na humorističnu seriju od petnaest polusatnih nastavaka. Sličnosti su se dosta zadržale. Glumci Ivo Gregurević i Goran Navojec gotovo bez imalo odmaka i razrade ponavljaju uloge iz spomenutog djela, dok im je umjesto Mirjane Rogine ovaj put pridružena Vera Zima.

## Radnja
Serija prati život obitelji Kosmički, čija je glava otac Marko, službenik u katastru i koji to uvijek dodatno naglašava. On je glavni priskrbljivač obitelji, pa brigu o ženi i troje odrasle djece smatra teškim teretom koji ga je učinio čangrizavim i punim pametnih uputa sinovima i kćeri koji ga, naravno, nikad ne poslušaju. Supruga Ruža je domaćica koja najčešće smiruje svađe između Marka i djece. Glavni "neprijatelji" su im susjedi Bajsovi koji imaju mesarski obrt i koji su u stalnom natjecanju s Kosmičkima. 
Najstariji sin Dudo je "razmetni sin" koji je uvijek u nekim mutnim, poduzetničkim pothvatima. Kćer Biba je vječna studentica, a drugi sin Neno je hipohondar, amaterski glumac (istina, najčešće glumi uloge mrtvaca) i voditelj dječje televizijske emisije.
Glavni junaci serije Marko i Ruža Kosmički pojavljuju se u gostujućoj ulozi u jednoj epizodi u 2. sezoni Stipe u gostima.

## Pregled serije
| Sezona | Sezona   | Epizoda | Originalno emitiranje | Originalno emitiranje |
| Sezona | Sezona   | Epizoda | Premijera sezone      | Kraj sezone           |
| ------ | -------- | ------- | --------------------- | --------------------- |
|        | Specijal | 1       | 25. prosinca 2005.    | 25. prosinca 2005.    |
|        | 1        | 14      | 26. veljače 2006.     | 4. lipnja 2006.       |
|        | 2        | 10      | 25. ožujka 2007.      | 27. svibnja 2007.     |
|        | 3        | 15      | 12. listopada 2008.   | 18. siječnja 2009.    |
|        | 4        | 15      | 24. siječnja 2010.    | 9. svibnja 2010.      |
|        | 5        | 17      | 10. veljače 2013.     | 16. lipnja 2013.      |
|        | Specijal | 1       | 1. siječnja 2014.     | 1. siječnja 2014.     |

## Glumačka postava

### Glavna glumačka postava
| Glumac/glumica     | Lik                   | Sezona u seriji |
| ------------------ | --------------------- | --------------- |
| Ivo Gregurević †   | Marko Kosmički        | 1. – 5.         |
| Vera Zima †        | Ruža Kosmički         | 1. – 5.         |
| Goran Navojec      | Dudo Kosmički         | 1. – 5.         |
| Igor Mešin         | Neno Kosmički         | 1. – 5.         |
| Ksenija Marinković | Melita Bajs           | 1. – 5.         |
| Zoran Čubrilo      | Berti                 | 1. – 5.         |
| Dora Fišter        | Biba Kosmički #2      | 2. – 5.         |
| Siniša Popović     | Marijan Bajs #2       | 5.              |
| Enis Bešlagić      | Viktor Kompatić-Kompa | 5.              |

### Seriju su napustili
| Glumac/glumica       | Lik                 | Sezona u seriji |
| -------------------- | ------------------- | --------------- |
| Dijana Bolanča       | Biba Kosmički #1    | 1.              |
| Predrag Vušović †    | Jakov Didulica-Dida | 1. – 4.         |
| Ante Čedo Martinić † | Marijan Bajs #1     | 1. – 4.         |

Seriju prati zamjena troje glumaca:
- U prvoj sezoni, lik Bibe Kosmički, igrala je Dijana Bolanča. Nakon završetka prve sezone, Bolanča je napustila seriju, pa ju je u toj ulozi od 2. sezone zamijenila glumica Dora Fišter.
- Prve četiri sezone, lik Marijana Bajsa, igrao je Ante Čedo Martinić, ali nakon završetka četvrte sezone, Martinić je preminuo, pa ga je u toj ulozi u 5. sezoni zamijenio glumac Siniša Popović.
- Prve četiri sezone, lik Jakova Didulice-Dida, igrao je Predrag Vušović, ali nakon završetka četvrte sezone, Vušović je preminuo. U 5. sezoni, nitko ga nije zamijenio u ulozi Dide, ali je u seriju umjesto Dide uveden novi lik - Viktor Kompatić-Kompa, kojeg je tumačio bosanskohercegovački glumac Enis Bešlagić.